# Scoop (miniserie televisiva)
Scoop è una miniserie televisiva del 1992 con John Savage, Federica Moro e Michele Placido. È stata trasmessa su Rai 2 ogni martedì e mercoledì dal 14 gennaio al 29 gennaio 1992.

## Trama
La serie parla delle vicende di Marco Bonelli, un inviato speciale in cerca di notizie e rivelazioni compromettenti, tra Berlino, la Spagna, Roma e la Calabria.

### Episodi
- Fattore umano - Dopo aver fallito nel tentativo di venire a capo di una vicenda di spionaggio, Marco Bonelli riesce a svelare una pericolosa speculazione industriale e a sventare un piano criminale
- Segreto professionale - Bonelli riesce a ottenere un'intervista esclusiva ad un sequestrato nascosto sull'Aspromonte. Trascorsi alcuni giorni con i rapitori, al suo ritorno viene accusato di favoreggiamento, affrontando atteggiamenti omertosi e destreggiandosi tra faide e vendette dell' 'ndrangheta per ottenere una verità che non sarà mai pubblicata sul suo giornale: in mancanza di prove, la giustizia non fa il suo corso e Bonelli rimane impotente con la sua rabbia.
- Servizi segreti - Nell'ultimo episodio, ambientato in Spagna, il giornalista si trova coinvolto nelle trame del terrorismo internazionale; tra servizi segreti deviati e complotti, ritrova suo fratello Guido, ma perde il suo caro amico fotoreporter Jack, con le cui rivelazioni riuscirà a svelare gli intrighi dei servizi segreti e a impedire un attentato al Vaticano.